# Szakcs, Tolna
Szakcs  este un sat în districtul Dombóvár, județul Tolna, Ungaria, având o populație de 930 de locuitori (2011). 

## Demografie
Componența etnică a satului Szakcs
     Maghiari (87,15%)
     Romi (11,39%)
     Necunoscut (0,68%)
     Germani (0,79%)
     Alții (0,68%)
Componența confesională a satului Szakcs
     Romano-catolici (67,96%)
     Fără religie (6,13%)
     Reformați (3,55%)
     Necunoscută (22,04%)
     Atei (0,32%)
Conform recensământului din 2011, satul Szakcs avea 930 de locuitori. Din punct de vedere etnic, majoritatea locuitorilor (87,15%) erau maghiari, cu o minoritate de romi (11,39%). Apartenența etnică nu este cunoscută în cazul a 0,68% din locuitori.  Din punct de vedere confesional, majoritatea locuitorilor (67,96%) erau romano-catolici, existând și minorități de persoane fără religie (6,13%) și reformați (3,55%). Pentru 22,04% din locuitori nu este cunoscută apartenența confesională.